# Lofofora
Pour l’article ayant un titre homophone, voir Lophophora.
Lofofora est un groupe de Metal alternatif français, originaire de Paris. Formé en 1989, il est composé de Reuno (chant), Phil Curty (guitare basse), Daniel Descieux (guitare) et Vincent Hernault (batterie). Le nom du groupe est une référence au peyotl dont le nom scientifique est Lophophora williamsii. Lofofora est considéré comme l’un des pionniers du rock fusion (ou crossover) metal (guitares saturées, phrasé rappé, envolées punk) en France.
C’est peu de temps après la rencontre de Phil Curty (basse) et de Erik « Ragout » Rossignol (batteur) au sein du groupe The Hammers que l'impulsion d'un nouveau style de musique s'affirme. Les premiers concerts du quartet ont lieu en 1990-1991. Lofofora signe, en juin 1994 après plusieurs mois de négociations, avec Polygram qui permet de financer un album enregistré et mixé par David Weber (Treponem Pal, Young Gods) en octobre, aux studios des Forces motrices à Genève. Entre janvier et mai 1996, Lofofora compose les titres de son deuxième album. À la fin de l’année 2001, Lofofora répète en vue d’un nouvel album. En 2014, le groupe sort son huitième album studio.

## Biographie

### Débuts (1989–1993)
C’est peu de temps après la rencontre de Phil Curty (basse) et de Erik « Ragout » Rossignol (batteur) au sein du groupe The Hammers que l'impulsion d'un nouveau style de musique s'affirme. Lassé de ce groupe, la rencontre de Reuno à Antibes lors d'un concert d'Iggy Pop aboutit à la fondation de Lofofora, en septembre 1989. Après la montée de ce dernier sur la région parisienne, le groupe commence à jouer avec Karl Shneider (guitariste). Leurs influences vont du punk hardcore (Bad Brains, Red Hot, Dead Kennedys, The Exploited, Fishbone, Fugazi ou The Ramones) aux précurseurs du mouvement hip-hop (Grandmaster Flash, Niggaz With Attitude ou Public Enemy). Les premières années sont marquées par des répétitions chez le batteur (enregistrements de maquettes et concerts (vidéo) et au studio Luna Rossa (Paris, 13e) qui aboutissent à la conception d'une dizaine de morceaux. Première séparation du guitariste Karl, remplacé par Pascal Lalaurie[Quand ?].
Les premiers concerts du quartet ont lieu en 1990-1991. La rencontre avec le batteur Edgar Mireux du groupe MST, à la fin de l’année 1992, lors d’une répétition au Frigo, permet au groupe de se stabiliser et de réaliser ses premières maquettes enregistrées par Chambinator. L’intégration dans la structure de management Sriracha Sauce, fondée par Bruno Ponge et Laurent Yvon - initialement pour le groupe Les Coquines - permet au quartet de répéter à l'Hôpital éphémère (vivier artistique du 18e arrondissement de Paris) et de réaliser 50 concerts lors de l’année 1993, le premier ayant lieu le 1er février dans le squat de la Moskova, haut lieu du rock alternatif parisien. Le squat de la Moskova a vu éclore des groupes aussi différents que les Moskokids, les Varans de Komodo ou Bernadette Soubirous et où vécut Reuno pendant près de trois ans. La rencontre avec Patricia Bonneteaud s’avère également décisive car leur permet de bénéficier du Fonds d’action et d’initiative rock (FAIR).
Enregistré en octobre 1993, au studio secret par Chinoi, un cinq titres, qui contient une reprise de Zobi la mouche des Négresses Vertes et associe Tanguy du groupe No Return sur le morceau No facho, est pressé à 2 800 exemplaires et commercialisé en mars 1994. Entre-temps, Lofofora se révèle à la profession par les premières parties qu’il réalise lors de la tournée française d’Iggy Pop (sept dates) et surtout par son passage aux Transmusicales de Rennes à la fin novembre. La « une » du supplément culturel du Monde leur consacre un article sur cinq colonnes avec photo et, à sa suite, The Guardian, The Washington Post (dans un dossier consacré à l’existence d’une scène française hardcore) ainsi que la revue Billboard écrivent des papiers sur ce quartet underground parisien.

### DeLofoforaàDur comme fer(1994–1999)
Lofofora signe, en juin 1994 après plusieurs mois de négociations, avec Polygram qui permet de financer un album enregistré et mixé par Daniel Weber (Treponem Pal, Young Gods) en octobre, aux studios des Forces motrices à Genève. Le groupe est gracieusement hébergé au squat Le Garage, lieu artistique alternatif suisse. Cette réalisation permet d’associer des membres des autres groupes managés par Sriracha Sauce - dont Lofofora est devenu la figure emblématique depuis le split des Coquines - tels Miguel Sagoba et Ifif de Dirty District (sur Baise ta vie et Irie style), de Jam et Jah d’Human Spirit (sur No facho) ou de Yomgui DJ de Oneyed Jack (sur Holiday in France). Le groupe reprend également la chanson Justice pour tous des Moskokids écrite par Jérome Boursault, groupe qu’il avait côtoyé au squat de la Moskova. Approché par plusieurs majors, c’est avec la maison de disques Virgin que Lofofora signe un contrat en décembre 1994 pour trois disques. Plus gros succès commercial du quartet à ce jour, l’album éponyme est commercialisé en mars 1995. Après avoir effectué 74 concerts l’année précédente, Lofofora reprend la route avec Farid Tadjene (ex-Fast Unity) qui remplace Pascal Lalaurie et connaît un succès d’estime auprès du grand public par ses prestations scéniques, les titres étant diffusé par des radios telles que Skyrock ou Fun Radio. La tournée originelle, après la sortie, comprend 92 dates, du 1er mars au 28 novembre 1995, dont un passage à la Fête de l’Humanité. En décembre, Lofofora effectue une tournée de 10 concerts au Canada avec GrimSkunk et the Smalls. Au total, Lofofora assure 115 concerts lors de l’année 1995.
Entre janvier et mai 1996, Lofofora compose les titres de son deuxième album. Il fait enregistrer Peuh ! par André Gielen (qui a auparavant enregistré Channel Zero, Deviate et Hoax) au studio Hautregard qui contient le morceau Shiva Skunk, composé avec Ekova, ainsi que Vive le feu, reprise des Bérurier Noir. C’est Farid Tadjene qui, connaissant Medhi Haddab, fait découvrir Ekova aux autres membres de Lofofora. Ekova entre ainsi dans l’association Sriracha Sauce. Avant sa commercialisation, à la fin août 1996, le quartet se produit au festival CMJ à l’Under Acme de New York ainsi qu’au Québec. C’est le même André Gielen qui enregistre, en juin 1998, les deux titres issus de la collaboration entre Lofofora et le groupe de rap Kabal (Grand et fort et La bête) ainsi que leur troisième album, Dur comme fer, en octobre 1998 (commercialisé en mars 1999), sans doute le plus abouti et le plus sombre du quartet (tempos lourds et inquiétants). En répétition en janvier au New York studio, Lofofora invite Kabal avec lequel il compose deux titres. Ce projet qui se voulait plus ample s’arrête là, faute de financement de la part d’Hostile. Ils jouent ensemble sur une quinzaine de date en janvier 1999. Le titre PMGBO (Partouze Musicale Gang Bang Oral) célèbre les dix ans du groupe en rassemblant des membres de la Calcine, Kabal, LTNO, Mass Hysteria et Oneyed Jack. Quant aux Liquides de Mon Corps, sa composition est issue de la demande du groupe hollandais Transpunk à Reuno d’écrire un titre pour leur deuxième album, titre que Lofofora réenregistre avec Densio au sitar.

### Le Fond et la Forme(1999–2002)
Après la tournée de Dur comme fer qui s’achève à la fin 1999, fruit de tensions au sein du groupe, les membres de Lofofora prennent du recul. Malgré les rumeurs de split », le groupe se retrouve au studio Praxis, à Cagnes-sur-Mer, en janvier 2001, pour enregistrer avec Mamad Rafati la réorchestration de trois de leurs morceaux (Les Gens, Viscéral et Weedub) ainsi que quatre reprises (Quand On a que la Haine d’OTH, Vidocq / La Chanson du Forçat de Serge Gainsbourg, Vive ma Liberté d’Arno et Madame Rêve d’Alain Bashung) qui accompagne la retranscription audio de concerts donnés en novembre 1999, à Mulhouse (salle Noumatrouff) et à Montpellier (salle Victoire 2) et mixé par Christophe Menenteau (ingénieur du son des lives du groupe) dans Double (commercialisé en avril 2001). Lofofora retrouve les planches à l’occasion du Sriracha Tour (mai) et de certains festivals lors de l’été. À l’automne, Farid Tadjene quitte définitivement Lofofora pour se consacrer au projet In Vivo qu’il a fondé avec Djamal de Kabal. Il est remplacé par Daniel Descieux, le guitariste de Sarkazein et de Noxious Enjoyment que connaît Phil Curty qui joue également dans ce dernier groupe.
À la fin de l’année 2001, Lofofora répète en vue d’un nouvel album. Les compositions sont retardées par le départ brutal, en juin 2002, du batteur Edgar Mireux, remplacé par Pierre Belleville (Artsonic et ex-Yo! Pizza Jump. Deux semaines après son arrivée, le groupe joue sur la grande scène des Eurockéennes de Belfort où il invite le chanteur de Watcha (sur Ici ou ailleurs) et celui d’Astonvilla, Frédéric Franchitti (sur Madame Rêve). Cependant, la prestation n’est pas à la hauteur de ses performances scéniques habituelles, le groupe cherchant des marques qu’il trouve pleinement en tant que tête d’affiche du troisième tour du Sriracha Sauce, en octobre, pour fêter les dix ans de la structure. En effet, Lofofora achève la composition, dans le sud ouest de la France, à la fin de l’été, ce qui donne Le Fond et la Forme, enregistré par Ken Ploquin, au studio RDPC de Paris, en septembre 2002 et commercialisé en janvier de l’année suivante.

### Deuxième formation et notoriété grandissante (2003–2008)
En tournée, Lofofora retrouve un public plus large, composé de nouvelles générations (15-20 ans) qui découvrent le pionnier de la fusion en France par Le Fond et la Forme, ce qui lui permet d’être la tête d'affiche de nombreux festivals à l’été 2003. Le groupe se plie pour la première fois à une promotion plus importante (tournée en show case à la Fnac, passage à Top of the pops sur France 2», dans le Fou du roi sur France Inter de Stéphane Bern le 19 mars 2003, l’occasion d’interpréter 3 tonnes de T.N.T. de Jacques Higelin) et Le Mouv’ et Ouï FM les redécouvrent et les diffusent. Le DVD Lames de fond (avril 2004), produit par Christophe Menanteau et réalisé par Stéphane Morali  les 1er et 2 octobre 2003 à la Cigale, à Paris, témoigne de la renaissance de Lofofora après les tensions survenues en son sein.
Les choses qui nous dérangent est le second album du nouveau line-up de Lofofora dont les compositions sont davantage tournées vers le punk et où les textes de Reuno sont plus dépouillés. Enregistré au Pressoir par une pointure de la scène rock française, Fred Norguet (Ez3kiel, Burning Heads), il sort dans les bacs en avril 2005. En octobre, Lofofora et Parabellum font douze dates en communs en France et en Suisse, lors de la tournée intitulée « un Cactus dans le chargeur ». Lofofora et Parabellum partagent aussi l'affiche des 5 ans du BetiZFest. Enfin, Lofofora effectue une tournée au Québec en mai 2006.
Après une résidence au Moulin de Brainans, à l'été 2005, et quelques mois à composer aux studios Mains d'œuvres à Saint-Ouen, Lofofora enregistre, en juin 2006, Mémoires de singes, le sixième album studio, qui sort le 8 octobre 2007. Il est enregistré au studio des Milans, par Laurent Etxemendi (albums Throught the Absurd de Trepalium, From Mars to Sirius de Gojira, Chrysalides Funèbres de Coverage), et comporte un morceau en collaboration avec King Ju de Stupeflip, Torture, coécrit avec Reuno. King Ju signe aussi la pochette de l'album, travail qui incombe habituellement à Phil, le bassiste du groupe. Sans temps mort et plus rentre dedans que les précédents opus, Mémoires de singes surprend d'abord par son son : la patte de Laurent Etxemendi efface quelque peu le son habituel de Lofofora et l'oriente vers quelque chose de plus lisse (guitares mises en avant au détriment de la basse, voix très « produite » notamment sur le morceau Nuit blanche, etc, comme le soulignent les chroniques de Visual Musique ou de Fenec.
Avec un peu d'avance, Lofofora fête ses 20 ans avec la sortie d'un coffret regroupant cinq de ses albums, dont certains n'étaient plus distribués, en octobre 2008.

### DeMonstre ordinaireàL'Épreuve du contraire(2009-2017)

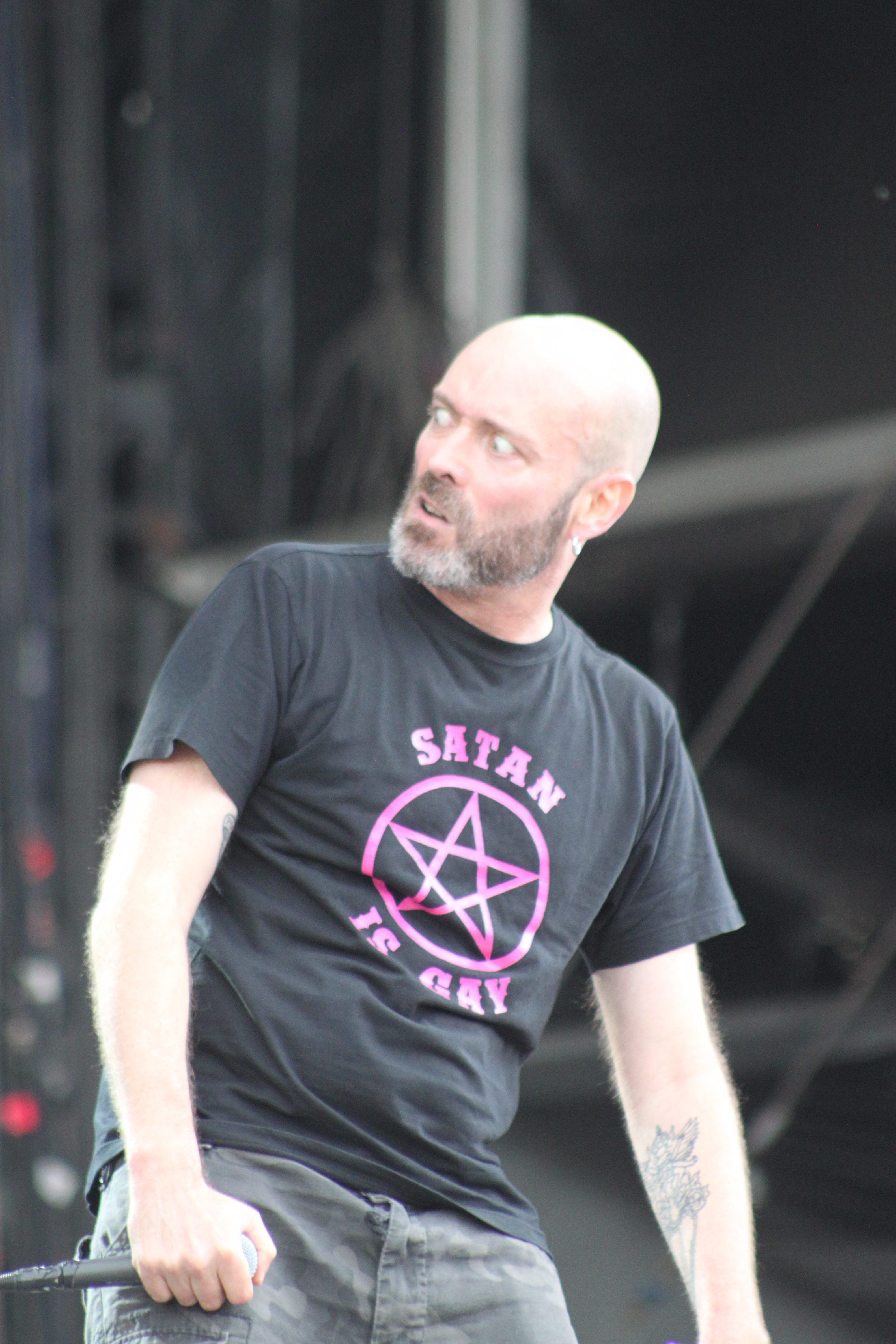
Reuno au Hellfest 2014.

En mars 2009, le batteur Pierre Belleville décide de quitter le groupe pour officier au sein du groupe pop The Dø. Selon les membres de Lofofora, la nouvelle leur est parvenue par le biais d'un courriel où Pierre Belleville évoque sa « lassitude » ainsi qu'un choix dicté par « l'amour de la musique ». Il est remplacé, sur scène, par le batteur du groupe de stoner rock dunkerquois Zoé, Vincent Hernault.
Les membres de Lofofora rejoignent le Bal des Enragés, collectif comprenant des membres de Parabellum, Tagada Jones, Loudblast, etc., pour reprendre des standards du rock, punk, metal ou indus, lors de trois tournées (13 dates en janvier et février 2010, 19 dates en avril et mai 2011 et une tournée lors de l'hiver 2012/2013) et qui donnera naissance à l'album Le grand retour (avril 2013). En avril 2011, le groupe annonce, sur son site internet officiel, l'enregistrement d'un nouvel album, au mois de juillet, au Rec-Studio (Genève), sous la houlette de Serge Morattel (Hateful Monday, Knut). L'album, intitulé Monstre Ordinaire, sort dans les bacs le 24 octobre 2011 et « se veut plus metal et plus sombre que les précédents.».
En avril 2014, Lofofora entre en studio près de Rennes pour enregistrer son huitième album, sous la houlette de Serge Morattel qui avait déjà officié pour Monstre Ordinaire. Annoncé lors de leur prestation au festival du Hellfest du 22 juin, L'épreuve du Contraire sort le 15 septembre 2014.

### Simple appareil(depuis 2018)
Annoncé à la fin de l'année 2017, Lofofora enregistre en février 2018 un album acoustique au Midi Live sous la houlette de Serge Morattel qui officie pour la quatrième fois avec le quartet. Sur une idée du bassiste Phil Curty, Lofofora démontre sa volonté de ne pas être « être cantonné à une image un peu trop hermétique. » Kevin Foley (du groupe Benighted) remplace provisoirement à la batterie Vincent Hernault parti faire un tour du monde en vélo avec sa compagne. Précédé par la diffusion de deux titres via son site Internet (Les Anges et Les Boîtes, respectivement les 4 et 8 mars 2018), l'album Simple appareil sort le 6 avril 2018 et se classe à la 57e place des charts. Le groupe part en tournée dès le 8 avril et ce jusqu'à la fin 2018, assurant 33 dates, notamment en tête d'affiche du festival Le Pied Orange au Val d'Ajol organisé par la salle de concert Chez Narcisse (le 28 juillet), malgré une difficulté à être dans des salles en acoustique par des programmateurs.
Après la réédition et la remasterisation des albums Peuh ! et Dur comme fer en juin 2019, Lofofora dévoile le titre Le futur et annonce son dixième album studio pour l'automne alors qu'il revient à l'électrique pour quelques dates (Fête de l'Humanité Poitiers et Hellfest). D'une teneur très punk - hardcore, Vanités sort le 8 novembre 2019 et une tournée a lieu, avec une dernière date à La Niche (Dommarien), le 13 mars 2020, la veille du premier confinement dû au Covid19. De cette période, le quartet diffusera un single, Mauvais œil en septembre 2020.

## Engagements

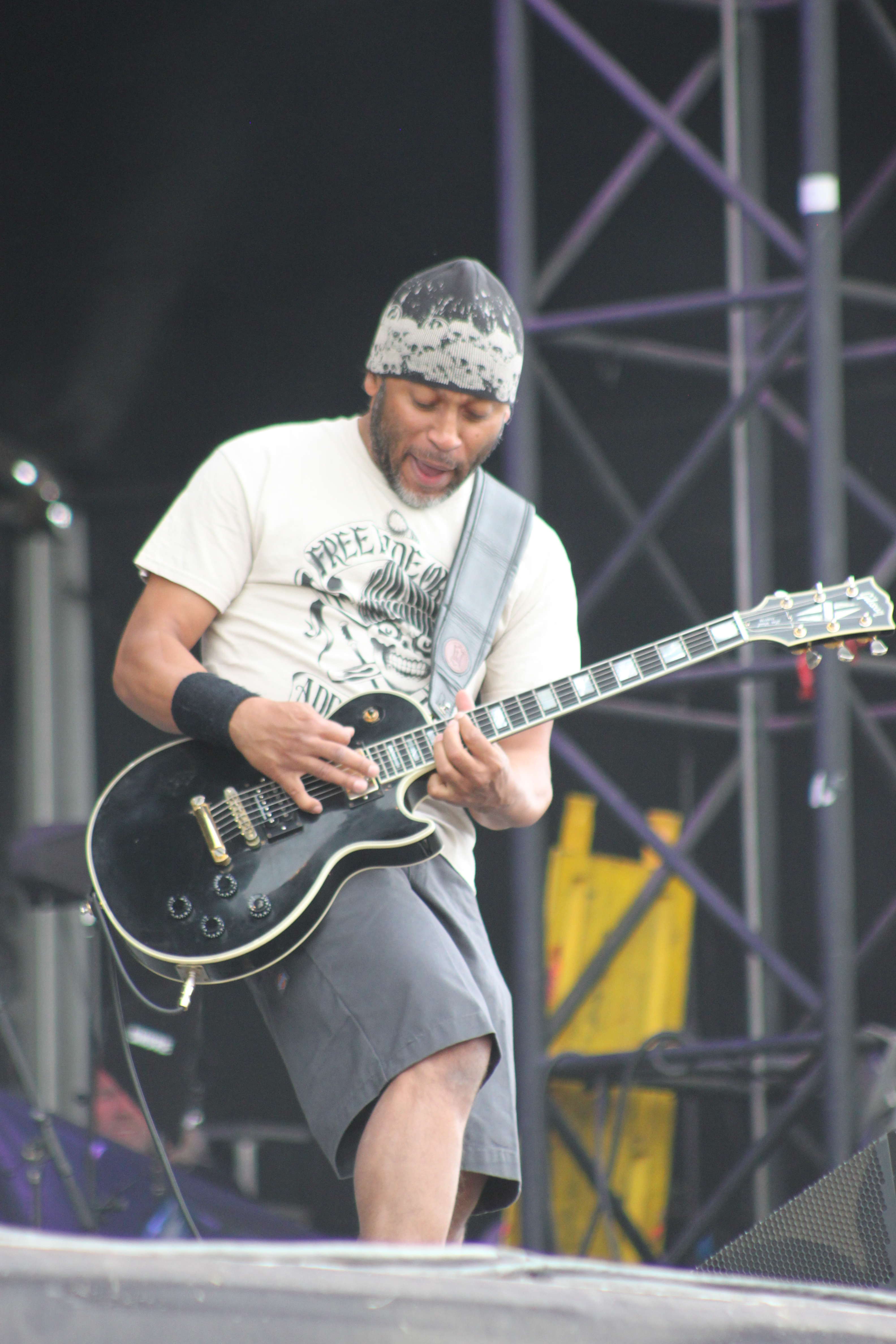
Daniel au Hellfest 2014.

Lofofora est considéré comme le « parrain » par de nombreux groupes (Carc[h]arias, Ekova, Eyeless, Oneyed Jack, Masnada, Mass Hysteria, Tripod, Watcha, Kabal, etc.) qu’il a contribué à faire connaître en les faisant jouer en premières parties mais, surtout, en les intégrant dans sa structure de management, Sriracha Sauce. Au sein de cette dernière, Lofofora fait figure de locomotive pour financer l’association ainsi que pour promouvoir les autres talents. Dans ce but, Lofofora crée, avec Philippe Roizès, journaliste à Rage, un fanzine créé en décembre 1996 qui devient rapidement celui de Sriracha Sauce. L’histoire de Lofofora est intimement liée à Sriracha jusqu’à la fermeture de cette dernière, en 2006.
L’entourage du quartet en concert est entièrement composé d’individus ayant œuvré au sein de Sriracha (Gigi, la régisseuse qui avait officié pour X Syndicate, Ludo au merchandising, Yoda ingénieur lumière, l’un des trois rappeurs de la Calcine depuis 1999, tout comme DJ Tag Off, backliner). Invitant régulièrement des stands d’associations locales et politiques lors de ses concerts, Lofofora donne de nombreux concerts de soutien au fil des ans, notamment au SCALP, à différentes associations de mal logés, au Mouvement de l'immigration et des banlieues (mars 1997), au Monde libertaire (septembre 1997), au Zapatiste du Chiapas (décembre 1997), à la Fédération anarchiste (janvier 1998), à l’association Orphelins sida international (quinze dates en mai 2001 au Sriracha Tour Possee qui regroupe aussi Black Bomb A, Watcha et Oneyed Jack), contre la Guerre en Irak (mai 2003), etc.
Les textes de Reuno abordent souvent de manière incisive les maux de notre société. Bien qu’il réfute l’étiquette de « chanteur engagé » et d’être un « brandisseur d’étendard », préférant voir dans ses chansons ses « états d’âme personnels » et ses « réactions » face au monde qui l’entoure, ses textes dénoncent le racisme, le Front national et l’extrême droite (No Facho, l’Œuf, Alarme citoyens, La Tsarine), le négationnisme (Amnes’History), les sphères médiatiques dominantes et les experts à gages (Justice pour tous, Really TV, Intox Populi), le système néo-libéral (Rêve et crève en démocratie, Social killer, Employé du mois), l’impérialisme américain (Nouveau monde, Mondiale paranoïa), l’individualisme et la bêtise crasse (Holiday in France, Les gens), le nationalisme (Tricolore) ou aborde le Conflit israélo-palestinien (Comme à la guerre). Critiqué comme étant un donneur de leçons par Benoit Sabatier en 1996, il a composé, en 1999, Charisman, dont les paroles mettent en garde contre la fascination qu’exercent les beaux parleurs et le pouvoir des mots dont ceux des « chanteurs de rock, de rap, de variété ». De même, il compose, avec DJ Tag Off, Rock’n’roll class affaire (2005) qui tourne en dérision les groupes « pas authentiques » qui prennent « un air énervé » en surfant sur la mode de la contestation et du néo-métal à l’américaine. Enfin, il est indéniable que le succès de Lofofora – outre ses compositions – provient pour une part du charisme de son chanteur, de la qualité de ses textes (puisant son inspiration dans l’univers du dessinateur Charles Burns ou du romancier Jim Thompson,) ainsi qu’à l’intelligibilité de ses paroles sur disques comme sur scène.
Après Parabellum (Anarchie en Chiraquie, 1988), Lofofora reprend le mythique Anarchy in the UK des Sex Pistols, composé en 1976. Jouant ce titre lors de ses concerts depuis 2005, le quartet ne peut cependant enregistrer Anarchie en Sarkozy par le refus de Warner Chappel Édition qui détient les droits des Sex Pistols.
L'engagement du groupe est remis en cause par quelques détracteurs du fait de sa présence à des fins d'auto-promotion sur le site Myspace appartenant à la transnationale des médias News Corporation de Rupert Murdoch, en toute connaissance de cause, rejette le bien-fondé du document Keep Myspace out of Punk au prétexte qu'il s'agirait d'une « théorie » du « groupe mort » qu'est, selon Reuno, les Bérurier Noir.
« [...] nous avons une page Myspace. Page que je visite plus ou moins régulièrement avec mon Power Macintosh alimenté par l'énergie nucléaire de EDF que je paye par chèque BNP avec de l'argent de la Banque de France, le même qui sert à remplir le réservoir de ma Renault Twingo en sans plomb 95, mais pas chez Total, là je boycotte. Comme quoi on a chacun ses limites dans la résistance comme dans la collaboration »

## Membres

### Membres actuels
- Reuno - chant (depuis 1989)
- Phil Curty - basse (depuis 1989)
- Daniel Descieux - guitare (depuis 2001)
- Vincent Hernault - batterie (2009-2018, depuis 2020)

Le groupe sur scène en 2021
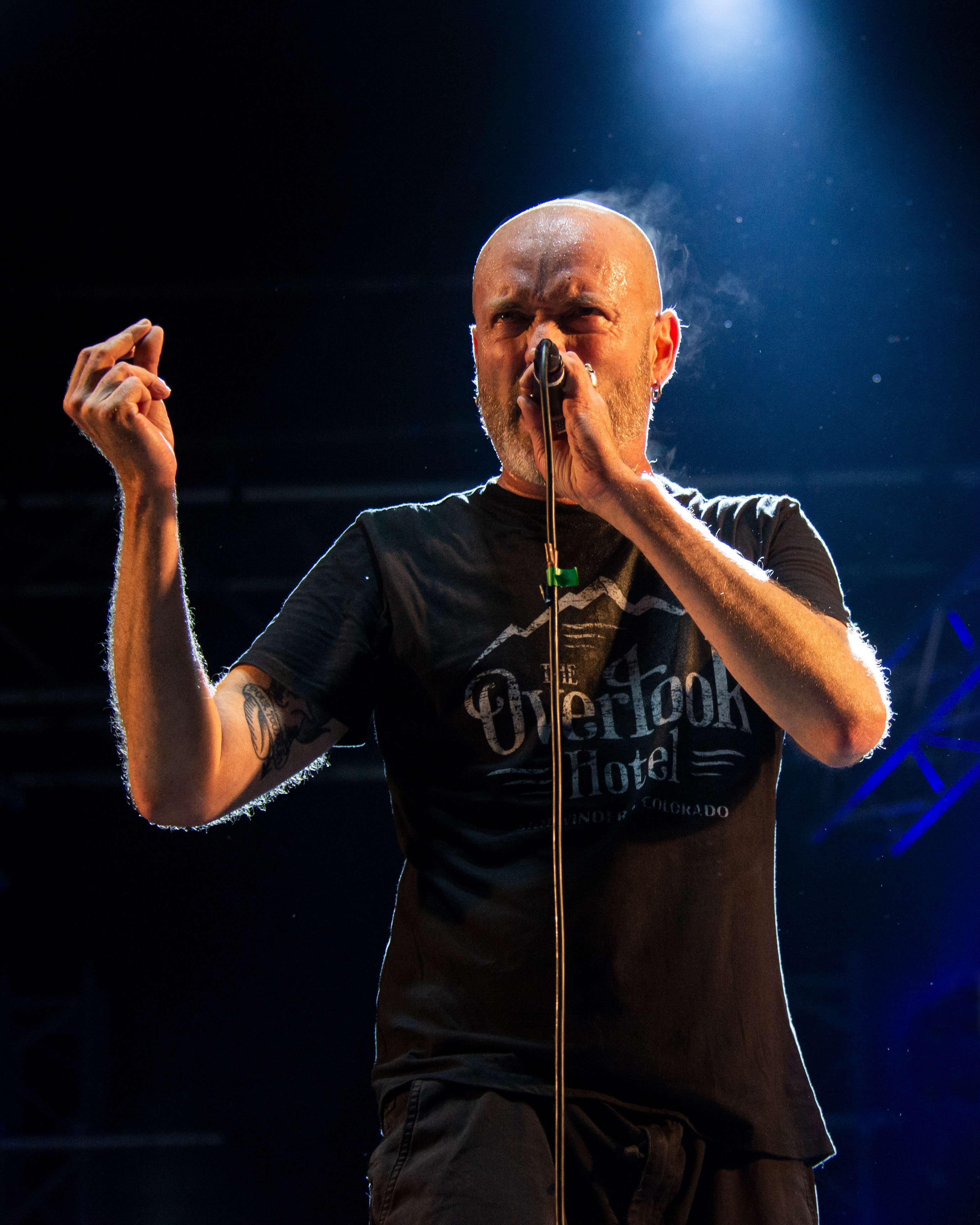
Reuno
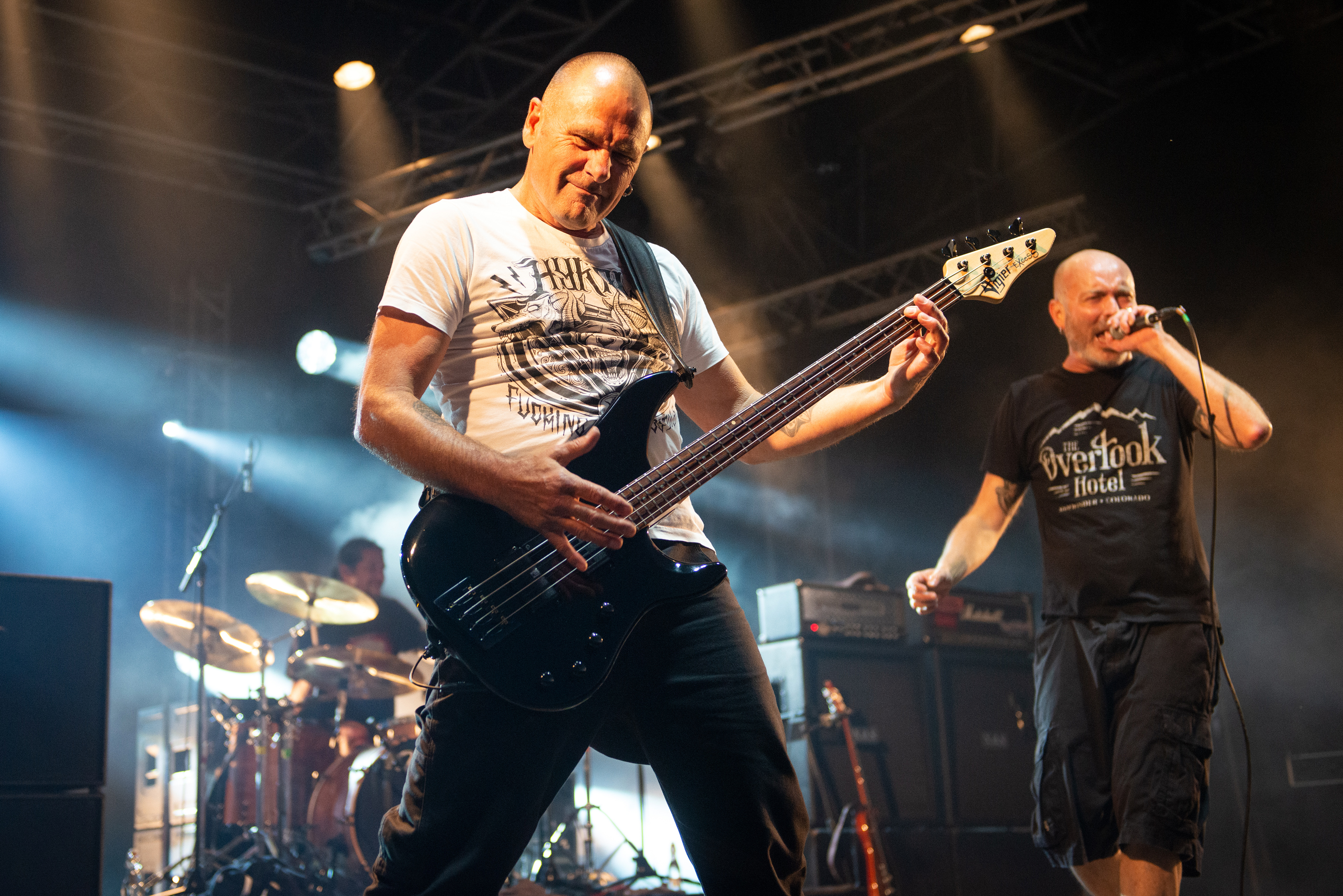
Phil Curty
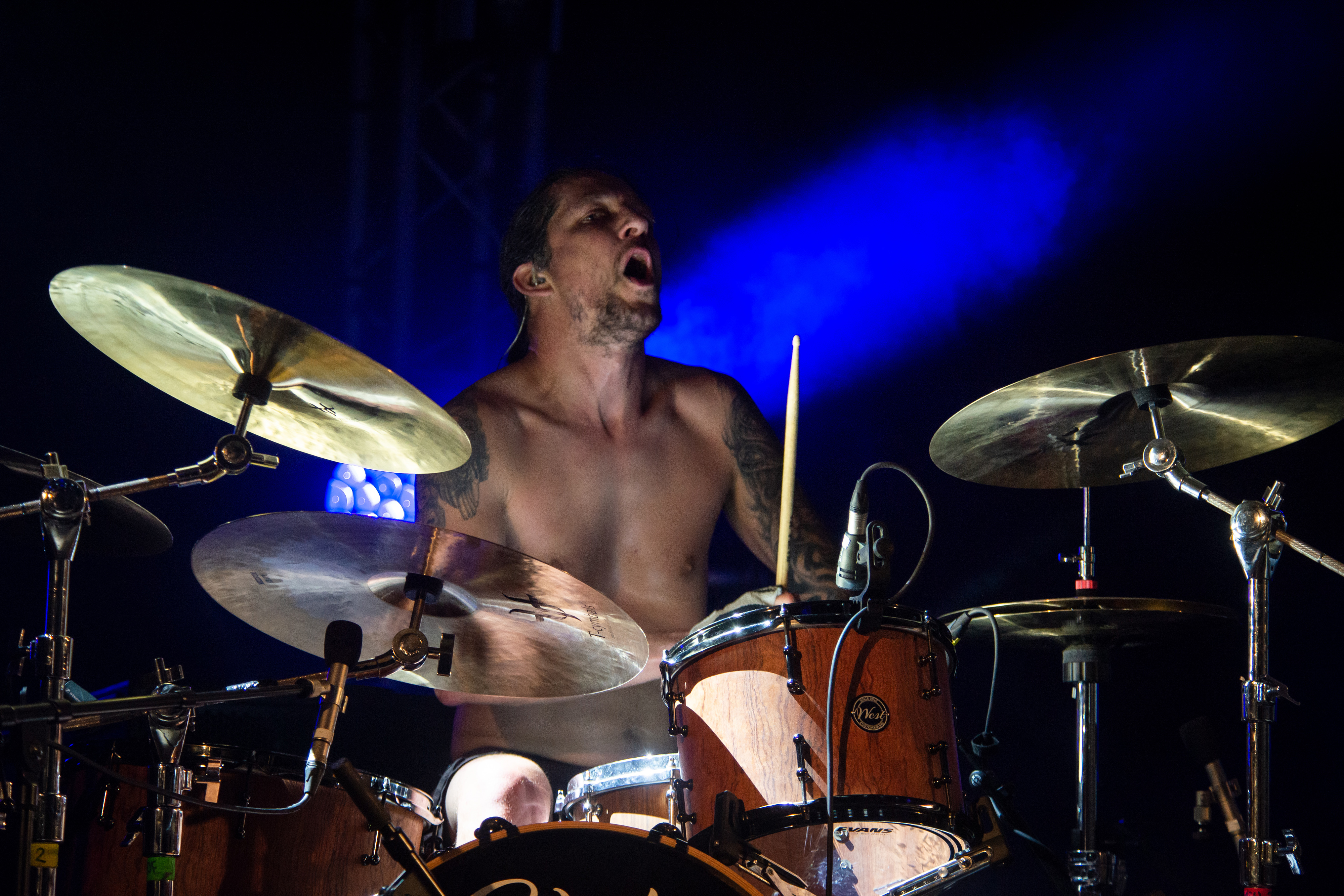
Vincent Hernault
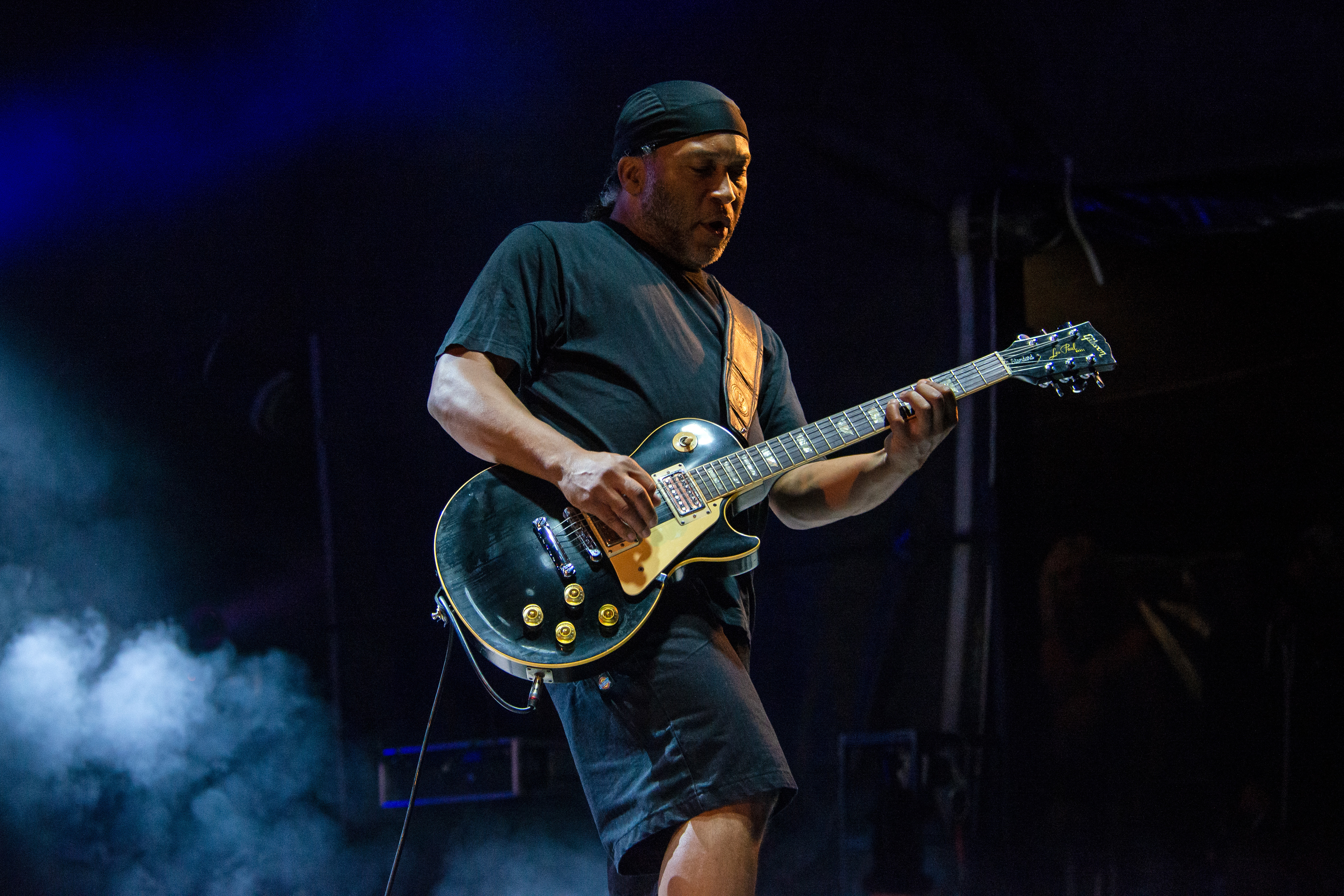
Daniel Descieux

### Anciens membres
- Karl - guitare (1989)
- Erik « Ragout » Rossignol - batterie (1989-1992)
- Pascal Lalaurie - guitare (1990-1994)
- Farid « Ridfa » Tadjene - guitare (1994-2001)
- Edgar Mireux - batterie (1992-2002)
- Pierre Belleville - batterie (2002-2009)
- Kevin Foley - batterie (2018-2020)

## Discographie

### Albums live et de reprises
- 2001 : Les Passantes sur l’album d’hommage à Georges Brassens intitulé Les Oiseaux de Passage

### Singles et collaborations
- 1995 : Holiday in France, Labels/Virgin (remixé par Doctor L d’Assassin)
- 1996 : Amnes’History, Labels/Virgin (remixé par Pushy!)
- 1999 : K / L, Hostile/T.R.I.P.S. (deux titres, La bête et Grand et fort en collaboration avec Kabal)
- 2001 : Du Soufre et des plumes en collaboration avec Noxious Enjoyment sur la compilation French Core.
- 2001 : Sister sur l’album Soft Breeze And Tsunami Breaks… de et avec Ekova.
- 2001 : 1 million remixé par LTNO sur la B.O du film Les Aliénés.
- 2025 : P'tit joueur en live

### Clips
- 1995 : L’Œuf
- 1995 : Holiday in France
- 1996 : Amnes’History (réalisé par Florent Emilio Siri)
- 1999 : Les Gens
- 2003 : Le Fond et la Forme
- 2008 : Mémoire de singes (réalisé par Julien Tandé et Nicolas Lhomme)[38]
- 2014 : Contre les murs (réalisé par Guillaume Panariello)

## Projets parallèles

### Reuno
- 1995 : L’Opportuniste (de Jacques Dutronc) avec Treponem Pal sur la compilation "Les Bons... Les Brutes" du FAIR.
- 1998 : Sister (Remix) sur l'album Heaven's Dust d'Ekova
- 1999 : voix sur l’album À toi de voir de Boost
- 2001 : LD sur l’album Totuko de Carc(h)arias
- 2001 : Ce n’est pas le monde  sur l’album mas001 de Masnada
- 2002 : Missing Sky sur l’album When shadows Seduce de Eyeless
- 2002 : The Ennemy sur l’album Whore King Class de Noxious Enjoyment
- 2002 : Slow Flood sur l’album Strange d’Astonvilla
- 2003 : Ruines sur l’album  Signals from elements des Sleeppers
- 2003 : Brigade sur l’album Des maux s’insèrent de La Calcine
- 2003 : Mutant sur l'album Mutant de Watcha
- 2004 : Ailleurs c'est ici sur l'album Sôma d’Eths
- 2004 : War of Words sur l’album Path to the unknown d’Eyeless
- 2004 : reprise de Panik de Métal Urbain avec Grum Lee
- 2005 : écriture de textes pour l’album Panem, circenses and Rock and roll de Parabellum
- 2005 : voix sur l’album de MaïsMan
- 2006 : voix sur la B.O. du film Judas
- 2006 : La Ballade des obsédés avec Dip sur l’album La tribu bouffe du… Gotainer
- 2006 : J’ai vu sur l’album Renaissance du Noyau Dur
- 2007 : écriture de textes pour l’album Si vis pacem de Parabellum
- 2007 : Apocalypse sur l’album Carpe diem du groupe Le Cercle Macabre
- 2008 : Bizarre sur l'album Sound asylum de JMPZ
- 2010 : Dissent Report sur l'album The Ever Expanding du groupe Noïd
- 2014 : écriture des paroles de la chanson On ne chante pas, on crie dans l'album dissident de Tagada Jones
- 2017 : chante sur Les ailes en béton du groupe Kouett
- 2017 : voix sur Rien ne nous arrêtera dans l'album d' AqMe
- 2019 : voix sur Le feu qui danse du groupe Sapiens dans l'album Projet sapiens
- 2021 : apparition dans le clip du groupe Unswabbed sur la musique Tic Tac Toe

Reuno fait partie d'autres groupes de musiques comme :
- Mudweiser. Groupe de Montpellier fondé en octobre 2005 par des membres de Enkindle, Eyeless, Opposite Prompt Side et de Mass of nameless, Reuno rejoint ce projet stoner rock en mai 2006 où il chante en anglais. Sortie d’un maxi cinq titres intitulé Elvis Love Me (2006) et des albums Holy Shit (juin 2009), Angel Lust (mars 2013), So Said The Snack (février 2018).
- Madame Robert. Projet né fin 2016, groupe de rythm and blues avec des membres de Parabellum (Xa Mesa à la batterie et Stef Zen à la basse) et Lea Worms aux claviers et Julien Mutis à la guitare.L'album Comme De Niro sort début septembre 2018.

Tambours du Bronx Reuno est l'un des trois chanteurs des Tambours du Bronx show metal (avec Renato Di Folco et Stef Burriez)

### Pascal Lalaurie
Après avoir quitté Lofofora en 1994, il est le bassiste de Noxious Enjoyment (1994-1999) et fonde en parallèle Les Varans de Komodo en 1996 avec Jérôme Boursault (ex-Moskokids). En 1999, il accompagnera sur scène le groupe Kabal. Depuis, il s’est reconverti comme professeur de guitare.

### Farid «Ridfa» Tadjene
- 1998 : Chemical Clouds sur l’album Arise d’Oneyed Jack.
- 1999 : collaboration sur l’album d’Ethnician.
- 2003 : Brigade sur l’album Des maux s’insèrent de La Calcine
- In Vivo. Projet en 2000 avec Djamal de Kabal et Denis (sitar). Il quitte la formation en 2003 après la tournée faisant suite au premier album du groupe (2002).
- Après une période difficile (2003-2006). Selon son propre témoignage, il a été sans-abri à Bordeaux durant une année (2003-2004)[11]. Il se consacre depuis 2007 à deux projets solos.

### Daniel Descieux
- Noxious Enjoyment. Il rejoint le groupe en 1995. Il a enregistré Extending perversion (2001), Whore-King-Class (2002) et Have a nice death (2004).

### Phil Curty
- Noxious Enjoyment. Il rejoint le groupe en 1999.
- 2004 : Ailleurs c'est ici sur l'album Sôma d’Eths.
- 2006 : J’ai vu sur l’album Renaissance du Noyau Dur.

### Erik Rossignol
- Ancien batteur de Zero Divide (1981-1985), d'Autoportrait (1985-1988) et des Hammers (1988-1989).

### Edgar Mireux
- Organic. Projet datant de 1999 rassemblant Tanguy (ancien chanteur de No Return) et Pascal, alors machiniste de Mass Hysteria.
- Après son départ de Lofofora, il a joué pour Artsonic (2003), puis pour Delicious jusqu’en 2006. Depuis, il participe à de nombreux big bang de jazz et assure en parallèle des cours de batterie.

### Pierre Belleville
- Destruction Incorporated. Projet avec Shanka (No One Is Innocent) et Bastien Burger (ex-Madjik) depuis 2005
- Plug-in. Fondé en 1998, il participe au groupe depuis mars 1999[39].
- Accompagne en studio Olivia Baume (album à paraître[Quand ?]).
- Accompagne Eths en studio en avril 2007 pour l'album Tératologie.
- Participe au magazine consacré à la batterie DrumPart en écrivant et reprenant des rythmes et des morceaux.